# Saduktikarnâmrita
Le Saduktikarnâmrita, ou Citations excellentes qui sont comme un nectar pour l'ouïe, est une anthologie de poésie sanskrite, la plus ancienne après le Subhâshitaratnakosha. Elle fut composée au Bengale en 1205 par Shrîdharadâsa, le fils d'un seigneur à la cour du râja Lakshmana Sena.
On y trouve des citations d'auteurs classiques tels que Kâlidâsa, Amaru, Bhâvabhûti et Râjashekhara Yâyâvara, mais aussi Jayadeva ainsi que d'autres poètes du Bengale et du Bihar, alors réunis sous la souveraineté des Pâla. C'est l'époque où la culture sanskrite atteint son apogée, peu avant les premières invasions musulmanes.
L'anthologie contient 2 377 citations, dont 623 sont reprises du Subhâshitaratnakosha, divisées en cinq « fleuves » comprenant chacun un nombre variable de « vagues ». Conformément aux canons littéraires universels, les thèmes choisis ont pour but de divertir et d'instruire. La première partie est consacrée aux dieux, la deuxième à l'amour et aux saisons, aux charmes féminins et à l'art de flatter les riches. Les trois dernières parties ont pour sujets les montagnes et les rivières, les arbres et les fleurs, les grands et les petits de ce monde, les âges de la vie et le passage du temps.